# Parakramabahu VII
Parakramabahu VII (Pandita Parakrama Bahu) fou rei de Kotte (1480-1484), fill (adoptiu) de Bhuvenaka Bahu VI al que va succeir.
El nou rei va agafar al seu servei a Patty Rajah i Cooroogama que s'havien revoltat contra el seu pare però aquest els havia perdonat. La notícia de la seva pujada al tron fou coneguda aviat per Ambulugala Kumara, germà de Bhuvenaka Bahu VI, que residia a la població que portava el nom d'Ambulugala (en el seu honor) als Quatre Korales, ho va considerar una usurpació; durant un temps (uns tres anys) va reunir un exèrcit amb el que va marxar a través del korale de Seena arribant a Kelaniya on es va aturar fins que es va trobar amb l'exèrcit que el nou rei havia enviat contra ell a Inkendagania, on després d'una batalla ferotge (en la que van morir els generals del rei Patty Rajah i Cooroogama) el pretendent va aconseguir fer fugir a les forces reials i va entrar a la victoriós a la capital on va fer matar el rei i els membres de la seva família. Llavors es va coronar rei amb el nom de Vira Parakrama Bahu (o Parakramabahu VIII).